# Traffic – Macht des Kartells
Traffic – Macht des Kartells (Originaltitel: Traffic) ist ein Episodendrama über den „War on Drugs“ von Steven Soderbergh aus dem Jahr 2000, das auf der britischen Miniserie Traffik aus dem Jahr 1989 basiert. Nach dem Filmerfolg entstand 2004 die US-amerikanische Fernsehserie Traffic.

## Handlung
Traffic – Macht des Kartells zeigt auf drei Erzählebenen den Kampf der Regierung, der Polizei und des Militärs gegen Drogen. Die Handlungsstränge sind eng miteinander verwoben, obwohl sich die Figuren der verschiedenen Ebenen fast nie begegnen.
In San Diego fassen zwei Agenten des örtlichen Drogendezernats, Montel Gordon und Ray Castro, den Dealer Eduardo, der der Polizei nach seiner Festnahme hilft, Carlos Ayala, einen Mittelsmann des mexikanischen Obregón-Kartells, zu überführen. Ayalas ahnungslose Frau Helena ist zunächst ratlos. Nachdem sie von der eigentlichen Einnahmequelle ihres Ehemannes erfahren hat, ist sie gewillt, das Geschäft weiterzuführen, um den Lebensstandard ihrer Familie zu halten. Daher sucht sie in Tijuana, auf der anderen Seite der Grenze zu Mexiko, Ayalas Kontaktleute zum Drogenboss Obregón auf. Nachdem sie den Hauptbelastungszeugen Eduardo hat umbringen lassen (was nicht beim ersten Versuch gelingt), wird ihr Ehemann aus der Haft entlassen, doch Agent Gordon gibt die Beschattung nicht auf. Bei einem inszenierten Kampf im Haus der Familie Ayala lässt er sich fallen, um eine Wanze unter dem Tisch zu platzieren. Als man ihn nach draußen führt, wird seine ernste Miene in eine lächelnde verwandelt.
Der mexikanische General Salazar hat sich die Zerschlagung von Obregóns Kartell zum Ziel gesetzt und dafür zwei Staatsbeamte aus Tijuana engagiert, darunter den Polizisten Javier Rodríguez. Die beiden liefern ihm den Auftragskiller Francisco Flores aus, den Salazar brutal foltern lässt, um eine Liste der beteiligten Drogenlieferanten von ihm zu erhalten. Rodríguez wird jedoch bald bewusst, dass der General korrupt ist und wenig ehrenhafte Ziele verfolgt. Daher stellt er sich den amerikanischen DEA-Beamten Gordon und Castro als Informant und Zeuge zur Verfügung. Anstatt sich selbst für diese Informationen bezahlen zu lassen, lässt er die DEA in Mexico die Beleuchtung eines Baseball-Spielfeldes finanzieren, damit Kinder auch abends sicher Baseball spielen können, statt mit den Drogenkartellen in Berührung zu kommen.
Richter Robert Wakefield aus Cincinnati wird zum neuen Stabschef der nationalen Drogenbekämpfungsbehörde DEA ernannt und ist in seinem neuen Amt bestrebt, die Zusammenarbeit Mexikos mit den USA voranzutreiben. Auf diese Weise lernt er auch General Salazar kennen. Dass seine eigene Tochter Caroline, verführt durch ihren Freund Seth, selbst Drogen in erheblichen Mengen konsumiert und längst abhängig geworden ist, begreift Wakefield erst, als ihre Sucht sich bedrohlich auf seine Karriere auszuwirken beginnt. Er zwingt seine Tochter zum Entzug, doch sie flüchtet und taucht unter; erst nach einer Weile findet Wakefield Caroline benebelt in einer billigen Absteige, in der sie sich prostituiert. Er erkennt, dass man den Kampf gegen die Drogen nicht dadurch gewinnen kann, dass man nur den Verkauf von Drogen verfolgt, sondern dass man die Gründe des Drogenkonsums verstehen muss. Die Handlung des Films endet damit, dass Wakefield, nachdem er sein Amt vermutlich niedergelegt hat, seine Tochter zu deren Selbsthilfegruppe begleitet, um „zuzuhören“.

## Kritiken
„[…] Geniales Drogendrama […] Intelligentes wie spannendes Meisterwerk […] Der perfekte Spagat zwischen Hollywood und Arthouse.“

„Fulminanter […] Copfilm […], der mit Hilfe dreier parallel verlaufender Handlungsstränge einen denkbar objektiven Blick auf die Drogenproblematik und die sich dahinter verbergenden menschlichen Schicksale wirft. Atemberaubend authentisch umgesetzt und von dem großen Ensemble perfekt gespielt.“

„Der komplex und anspruchsvoll strukturierte Film geht dabei ehrlicher vor als andere Hollywood-Erzeugnisse, ohne freilich auf melodramatische Effekte zu verzichten. Damit wurde dem ehrgeizigen und kritischen Konzept eine zuschauerfreundliche Maske übergestülpt, die auch noch das Hässliche konsumierbar macht. So vermittelt der Film zwar durchaus Anregungen zu eigenem Nachdenken, geht aber in der Darstellung letzter Konsequenzen nicht weit genug.“

## Trivia
- Nachdem Michael Douglas die Rolle des Richters Wakefield abgelehnt hatte, zeigte Harrison Ford Interesse und war mit den Änderungen, die der Autor Stephen Gaghan auf seinen Wunsch im Drehbuch vorgenommen hatte, sehr zufrieden. Probleme ergaben sich aber durch die Höhe der Gage von Ford (damals 20 Millionen US-Dollar pro Film), die für diesen Film auf die Hälfte gekürzt werden sollte. Kurz vor einer Einigung sagte Ford ab. Michael Douglas bekam erneut das Script und war ebenfalls von den Änderungen des Autors überzeugt, so dass er diesmal zusagte. Beigetragen hat dazu auch, dass seine damalige Verlobte Catherine Zeta-Jones die Rolle der Helena Ayala übernommen hatte.[4]
- Julia Roberts wollte ohne Gage die Rolle der Helena spielen, doch Soderbergh bevorzugte Catherine Zeta-Jones, deren Schwangerschaft ins Drehbuch übernommen wurde.
- Im Film gibt es 135 Sprechrollen, die an 110 verschiedenen Schauplätzen zwischen April und Juli 2000 aufgenommen wurden.
- Mehrere Mitglieder des US-Senats haben Kurzauftritte im Film.
- Die Privatschule Cincinnati Country Day School verklagte im Januar 2001 die Filmemacher wegen unerlaubter Nutzung des Namens im Zusammenhang mit Drogenmissbrauch an Schulen. Die betreffenden Szenen wurden aus der Videofassung geschnitten.
- Traffic kostete rund 50 Mio. US-Dollar und spielte weltweit fast 210 Mio. US-Dollar ein.[5] Finanziert wurde der Film von der Kölner Produktionsfirma Splendid Medien.

## Auszeichnungen
- Traffic erhielt allein in Nordamerika 29 Kritikerpreise und wurde von den Kritikerverbänden in Dallas, Florida, Kansas, New York City und Vancouver als „Bester Film“ ausgezeichnet.
- Der Film erhielt 2001 vier Oscars: „Beste Regie“, „Bestes adaptiertes Drehbuch“, „Bester Schnitt“, Benicio Del Toro wurde als „Bester Nebendarsteller“ ausgezeichnet.
- Auf der Berlinale 2001 erhielt Benicio Del Toro den Silbernen Bären für seine Leistung als „Bester Darsteller“.
- Die Deutsche Film- und Medienbewertung FBW in Wiesbaden verlieh dem Film das Prädikat „besonders wertvoll“.[6]